# Вивијан Фукс
Сер Вивијан Ернест Фукс (енгл. Sir Vivian Ernest Fuchs; Фрешвотер, 11. фебруар 1908 — Кембриџ, 11. новембар 1999) је био британски истраживач чији је експедициони тим извршио први копнени прелазак Антарктика 1958.

## Биографија
Фукс је рођен 1908. у Фрешвотеру, Острво Вајт и похађао је Колеџ Брајтон и Колеџ светог Јована на Кембриџу. Фукс је студирао геологију. Његова прва експедиција је била она из 1929. на Гренланду са својим тутором Џејмсом Вордијем. Након дипломирања 1930. путовао је са експедицијом универзитета Кембриџ да проучава геологију језера у источној Африци. Касније се придружио антропологу Луису Ликију у експедицији у клисуру Олдувај. Фукс се 1933. оженио са Џојс Конел. Она га је пратила на експедицији на Рудолфово језеро 1934. Налази ове експедиције, у којој је нестало двоје њихових колега, донели су Фуксу докторат на Кембриџу 1937.
Фебруара 1936. му се родила кћерка Хилари. Фукс је 1937 организовао експедицију да истражи басен језера Руква у јужној Танзанији. Вратио се 1938. и открио да му друга кћерка Розалин болује од тешке церебралне парализе. Умрла је 1945. Његов син Питер је рођен 1940.
Фукс је у тридесетој години приступио Територијалној армији и био размештен на Златној обали од 1942. до јула 1943. Вратио се Лондон и постављен је у штаб Друге армије где је био задужен за цивилна питања. Друга армија је прешла у Портсмут ради искрцавања на Нормандију. Фукс је стигао до Немачке на време да буде сведок пуштања заробљеника из концентрационог логора Белзен. Касније је управљао округом Плен у Шлезвиг-Холштајну до октобра 1946, када је отпуштен из војне службе са чином мајора.
Фукс је био члан Британског центра за посматрање Антарктика од 1947. Циљ ове организације је био да пропагира британска права на Антарктику и да подржи научна истраживања. Фукс је 1950. затражио да оснује нову лондонску научну канцеларију удружења да би планирао истраживање Антарктика. Директор ове организације био је од 1958. (након повратка са успешне експедиције на Антарктик) до 1973. Супруга Џојс је преминула 1990. од срчаног удара. Следеће године се оженио са Елеонор Хонивил, бившим личним асистентом у Британској антарктикој мрежи. Умро је 11. новембра 1999.

### Комонвелтска трансантарктичка експедиција
Фукс је најпознатији као вођа Комонвелтске трансантарктичке експедиције која је извела први прелазак Антарктика. Планирање експедиције је почело 1953. и циљ је био да се пређе континент за 100 дана, од Веделовог мора, преко Јужног пола до Росовог мора. Фукс и његова група су стигли на Антарктик јануара 1957, а кренули су из базе Шеклтон 24. новембра 1957. Научници су утврдили дебљину леда на полу и висину копна испод леда. На дан 2. марта 1958. Фукс и остали су завршили прелазак стигавши до базе Скот, након пређених 4.000 km.
Фукс је 1958. проглашен за витеза од стране енглеске краљице Елизабете II. Заједно са сер Едмундом Хиларијем, Фукс је 1960. написао књигу „Прелазак Антарктика“.